# Gregório VII de Constantinopla
Gregório VII de Constantinopla (em grego: Γρηγόριος Ζʹ; 21 de setembro de 1850 – 17 de novembro de 1924), de sobrenome Zervodakis (em grego: Ζερβουδάκης; romaniz.: Zervoudákis), foi patriarca ecumênico de Constantinopla por menos de um ano, entre 6 de dezembro de 1923 e 11 de novembro de 1924.

## História
Gregório nasceu em 21 de setembro de 1850 em Sifnos e estudou na Escola Teológica de Halki, em Istambul. Começou sua carreira servindo como diácono e protossincelo na metrópole de Rodes. Em 1887, foi eleito bispo de Myreon, onde ficou até 1892, quando assumiu a metrópole de Serres. Em 1909 foi bispo metropolitano de Cízico e, em 1913, de Calcedônia. Finalmente, em 6 de dezembro de 1923, foi eleito patriarca ecumênico pelo Santo Sínodo e foi entronizado em 30 de dezembro.
Durante seu mandato, o papa Eutímio, líder da chamada "Igreja Ortodoxa Turca", foi deposto. O bispo metropolitano de Cáldia, Basílio, que trabalhou na organização da Arquidiocese Grega na América sem a permissão do Patriarcado também foi deposto. Através do "Tomos de 1924", a autocefalia da Igreja Ortodoxa da Polônia foi reconhecida e a autonomia do metropolitano de Quieve foi re-estabelecida. Finalmente, foram criadas as metrópoles da Europa Central, da Austrália e da Ilha dos Príncipes e o calendário gregoriano ("novo calendário juliano") foi oficialmente adotado pelo Patriarcado.
Gregório VII passou por graves problemas de saúde em setembro de 1924 e morreu de enfarte agudo do miocárdio em 17 de novembro do mesmo ano.